# دیوردی سالائی
دیوردی سالائی (به مجاری: Szalai György)(زادهٔ ۱۴ فوریه ۱۹۵۱ میلادی) وزنه‌بردار سنگین‌وزن بازنشسته اهل مجارستان است که در بازی‌های المپیک تابستانی ۱۹۸۰ مدال برنز گرفت.